# Юго-центральная часть штата Мату-Гросу (мезорегион)

Юго-центральная часть штата Мату-Гросу на карте.

Юго-центральная часть штата Мату-Гросу (порт. Mesorregião do Centro-Sul Mato-Grossense) — административно-статистический мезорегион в Бразилии. Входит в штат Мату-Гросу. Население составляет 1 047 416 человек (на 2010 год). Площадь — 97 287,205 км². Плотность населения — 10,77 чел./км².

## Демография
Согласно сведениям, собранным в ходе переписи 2010 г. Национальным институтом географии и статистики (IBGE), население мезорегиона составляет:
| Полное население                            | Полное население                            | Полное население                            | Полное население                            | 1 047 416 |
| ------------------------------------------- | ------------------------------------------- | ------------------------------------------- | ------------------------------------------- | --------- |
| в том числе:                                | Городское население                         | 959 330                                     | Процент городского населения, %             | 91,59     |
|                                             | Сельское население                          | 88 086                                      | Процент сельского населения, %              | 8,41      |
|                                             | Мужское население                           | 520 592                                     | Процент мужского населения, %               | 49,70     |
|                                             | Женское население                           | 526 824                                     | Процент женского населения, %               | 50,30     |
| Плотность населения, чел/км²                | Плотность населения, чел/км²                | Плотность населения, чел/км²                | Плотность населения, чел/км²                | 10,77     |
| Население мезорегиона в % к населению штата | Население мезорегиона в % к населению штата | Население мезорегиона в % к населению штата | Население мезорегиона в % к населению штата | 34,51     |

## Статистика
- Валовой внутренний продукт на 2003 год составляет 6 838 302 968,00 реалов (данные: Бразильский институт географии и статистики).
- Валовой внутренний продукт на душу населения на 2003 год составляет 6933,62 реала (данные: Бразильский институт географии и статистики).
- Индекс развития человеческого потенциала на 2000 год составляет 0,785 (данные: Программа развития ООН).

## Состав мезорегиона
В мезорегион входят следующие микрорегионы:
1. Куяба
2. Розариу-Оэсти
3. Алту-Пантанал
4. Алту-Парагуай